# Banco Nacional de Escocia

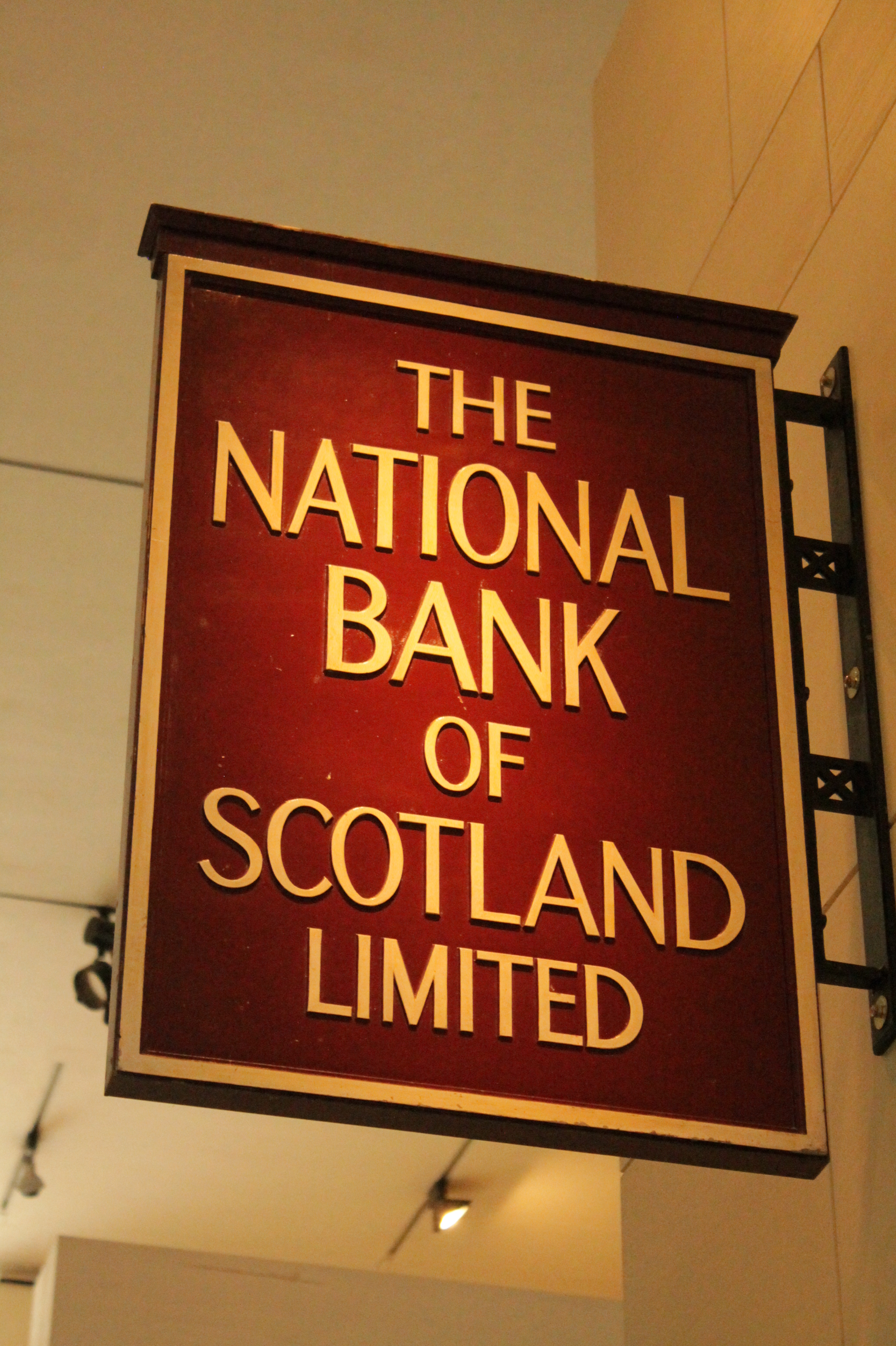
Letreto para el Banco Nacional de Escocia, Museo Nacional de Escocia

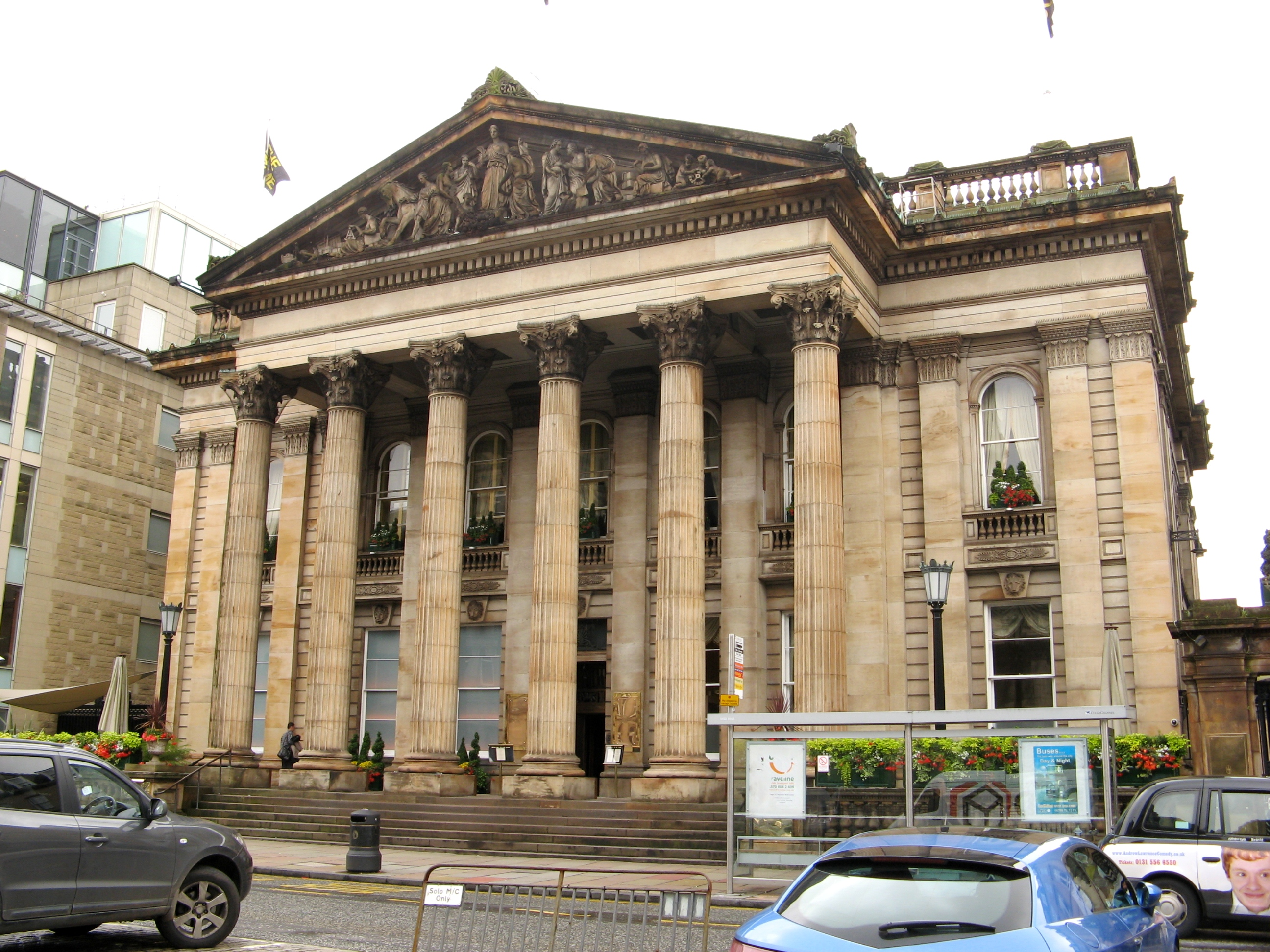
Antigua sede del Banco Comercial de Escocia en George Street, Edimburgo, por el arquitecto David Rhind

El Banco Nacional de Escocia fue fundado como banco por accionaes en 1825. Con sede en Edimburgo, había establecido una red de 137 sucursales al final de sus primeros cien años. En 1918 el banco fue comprado por Lloyds Bank, aunque continuó funcionando como institución independiente hasta 1959, cuando se fusionó con el Banco Comercial de Escocia para convertirse en el Banco Comercial Nacional de Escocia. Diez años más tarde, el National Commercial Bank se fusionó con el Royal Bank of Scotland.

## Los Primeros Cien años
En diciembre de 1824, el Banco Nacional de Escocia anunció que se habían recaudado fondos para la formación de un nuevo banco en Edimburgo. Casi inmediatamente le siguieron anuncios de la Scottish Union Banking Company y de la Scottish Union Commercial Banking Company indicando que iban a hacer lo mismo. Siguieron negociaciones en las que los promotores de los dos últimos bancos acordaron unirse a los promotores del Banco Nacional. En marzo de 1825, el Banco Nacional se constituyó formalmente con un capital nominal de 5 millones de libras esterlinas bajo la presidencia del Lord Provost, Alexander Henderson de Press . El banco finalmente abrió sus puertas en octubre e inmediatamente comenzó a emitir sus propios billetes. Obtuvo una carta real en 1831. 
La palabra "Nacional" en el título del Banco no fue casualidad. "Desde sus inicios, la política del banco se dirigió hacia el establecimiento de un sistema de sucursales a lo largo de toda Escocia". Al final de su primer año entero había 13 sucursales; 40 en 1850 y 112 a finales de siglo. También fue el primer banco escocés en abrir una oficina en Londres (1864).  De 1885 a 1914 ocupó el segundo lugar en cuanto a tamaño ante el Banco de Escocia . 
Aunque la mayor parte del aumento de sucursales provino de nuevas aperturas, hubo algunas pequeñas adquisiciones, incluida la Commercial Banking Company de Aberdeen en 1833; y el Perth Union Bank en 1836.  Fue el fracaso del Banco Nacional en la compra del Glasgow & Ship Bank en 1843 lo que impulsó la apertura de la primera sucursal en Glasgow .  También se formó la empresa de Bank of Glasgow en 1843 y fue adquirida por el Banco Nacional en 1844  pero la evidencia de Checkland fue que no se había establecido ninguna presencia física y no era más que una transacción en papel antes de la puesta en común de recursos. 
La industria bancaria estuvo (y todavía parece estar) continuamente afectada por crisis, pero no hay indicios en las historias de nada más que un progreso financiero estable. Una tabla publicada en 1898 mostraba que los beneficios netos anuales publicados entre 1864 y 1896 se mantenían dentro del rango de 100.000 a 200.000 libras esterlinas; el año de apertura fue de £ 125 000 y el año de cierre de £ 198 000. 

## Parte de Lloyds
A principios del siglo XX los bancos ingleses empezaban a mirar al norte de la frontera y en 1918 el Lloyds Bank adquirió el Banco Nacional. Lloyds permitió que el banco continuara operando de forma independiente hasta 1959. En ese momento, el Commercial Bank of Scotland se acercó a Lloyds con vistas a una fusión. Lloyds acordó deshacerse de su participación del 100% en el Banco Nacional y los dos bancos escoceses se fusionaron para convertirse en el Banco Comercial Nacional de Escocia ; Lloyds se quedó con una participación del 37% en el banco ampliado. 
El Banco Nacional se convirtió en el primer banco comercial del mundo en ofrecer un servicio de banca móvil, que se estableció en la isla de Lewis en 1946.  En 1947 se inauguró un nuevo edificio de sede en St. Andrew Square, diseñado con un estilo de inspiración americana. 